# チャイメリカ
チャイメリカ（別名：チメリカ、英: Chimerica）は、中華人民共和国（以下、中国）化したアメリカ合衆国（以下、アメリカ）を指す造語。
2007年、モリッツ・シュラリックとニーアル・ファーガソンにより使用された。キメラ（chimera）を捩っており、当時世界経済に重要な影響を与えるアメリカと中国との密接な関係を指したとされている。また、米中二極体制とも呼ばれる。

## 関連文献
- 西部邁「巻末オピニオン　チャイメリカ―剥がされゆく日米同盟と東亜共同体の仮面」『表現者』2013年9月号、ジョルダン株式会社、190-195頁。 - 西部が矢吹のチャイメリカ論に賛意を呈している。
- 矢吹晋『チャイメリカ　米中結託と日本の進路』花伝社(出版) 共栄書房(発売)、2012年5月。ISBN 978-4-7634-0635-4。